# Good-byes and Butterflies
Good-byes and Butterflies (dansk oversættelse: Farveller og Dagsommerfugle) er det andet album af det canadiske rockband Five Man Electrical Band. Albummet blev originalt udgivet i 1970.

## Trackliste
1. "Signs" - 4:05
2. "Safe & Sound (With Jesus)" - 3:30
3. "Dance of the Swamp Woman" - 3:51
4. "(You and I) Butterfly" - 4:52
5. "Hello Melinda Goodbye" - 3:15
6. "Moonshine (Friend Of Mine)" - 2:10
7. "Forever Together" - 2:35
8. "Mama's Baby Child" - 3:32
9. "The Man with the Horse and Wagon" (Emmerson) - 4:45
10. "All Is Right (With The World)" - 3:45
11. "Variations on a Theme of Lepidoptera" - 2:45